# Parc provincial de Beauvais Lake
Pour les articles homonymes, voir Beauvais.
Le parc provincial de Beauvais Lake (anglais : Beauvais Lake Provincial Park) est l'un des 75 parcs provinciaux de l'Alberta.  Le nom du parc provient du lac Beauvais, sur lequel il est centré. Le lac est nommé en l'honneur de Rémi Beauvais, un colon qui s'installa dans la région en 1882.